# Jakob Jantscher
Jakob Jantscher (Graz, Austria, 8 de enero de 1989) es un futbolista austriaco. Juega de extremo o delantero y su equipo es el ASK Voitsberg de la 2. Liga. Es internacional absoluto con la selección de Austria desde el año 2009.

## Trayectoria
Jantscher comenzó su carrera en las inferiores del SC Unterpremstätten y el LUV Graz de la liga Estiriana y en 2003, a la edad de 14 años, se unió al Sturm Graz. El 20 de octubre de 2007 debutó con el primer equipo del club contra el Red Bull Salzburgo. Anotó su primer gol el 24 de noviembre de 2007 al SCR Altach.
Jantscher fichó por el FC Red Bull Salzburgo el 3 de junio de 2010. Se fue a préstamo al Dynamo Moscú el 6 de septiembre de 2012 por un año, a pesar de que el club quiso fichar al delantero permanentemente, él rechazó la oferta.
El 1 de septiembre de 2013, Jantscher fichó por el NEC Nimega de la Eredivisie neerlandesa, donde solo jugó una temporada. El club descendió al término de esta.
Fue transferido al Çaykur Rizespor turco el 24 de junio de 2016.
Para 2018 regresó a su primer club, el Sturm Graz, y el 9 de mayo de 2018 jugó la final de la Copa de Austria de 2017-18, donde derrotaron al Red Bull Salzburgo en la final.

## Selección nacional
Jantscher jugó cinco encuentros para la selección de Austria sub-19 y sub-20, y en dos ocasiones con la selección austriaca sub-21.
Debutó con la selección absoluta de Austria el 6 de junio de 2009 en la clasificación de la UEFA para el Mundial de 2010 contra Serbia. Su primer gol con la selección fue en un amistoso contra España el 18 de noviembre de 2009, donde anotó el descuento en la derrota por 1-5.

## Clubes
| Club                    | País         | Año           |
| ----------------------- | ------------ | ------------- |
| SK Sturm Graz II        | Austria      | 2006-2007     |
| SK Sturm Graz           | Austria      | 2007-2010     |
| Red Bull Salzburgo      | Austria      | 2010-2013     |
| Dynamo Moscú (préstamo) | Rusia        | 2012-2013     |
| NEC Nimega              | Países Bajos | 2013-2014     |
| F. C. Lucerna           | Suiza        | 2014-2016     |
| Çaykur Rizespor         | Turquía      | 2016-2017     |
| SK Sturm Graz           | Austria      | 2018-2023     |
| Kitchee S. C.           | Hong Kong    | 2023-2024     |
| ASK Voitsberg           | Austria      | 2024-presente |

## Palmarés

### Títulos nacionales
| Título          | Club               | País    | Año     |
| --------------- | ------------------ | ------- | ------- |
| Copa de Austria | SK Sturm Graz      | Austria | 2009-10 |
| Copa de Austria | Red Bull Salzburgo | Austria | 2011-12 |
| Bundesliga      | Red Bull Salzburgo | Austria | 2011-12 |
| Copa de Austria | SK Sturm Graz      | Austria | 2017-18 |
| Copa de Austria | SK Sturm Graz      | Austria | 2022-23 |
| Copa de Austria | SK Sturm Graz      | Austria | 2023-24 |
| Bundesliga      | SK Sturm Graz      | Austria | 2023-24 |